# Российско-северомакедонские отношения
Российско-северомакедонские отношения (до 2019 года — Российско-македонские отношения) — дипломатические отношения между Северной Македонией и Российской Федерацией.

## История
Контакты России и территории нынешней Северной Македонии существовали ещё до получения этой страной независимости. Православных славян-македонцев в Османской империи Россия привлекала своей религиозной близостью, вследствие чего они переселялись в Российскую империю. Российские власти приветствовали это. Например, в 1759 году в России сформирован из военных поселенцев Македонский полк. После Гражданской войны в России в сербской Македонии появились русские эмигранты, некоторые из которых внесли значительный вклад в развитие территории. Например, орнитолог Н. А. Незлобинский создал Музей естественных наук в северомакедонской Струге. Долгое время российско-северомакедонские контакты развивались в формате советско-югославских отношений. Например, СССР оказал в 1963 году значительную помощь при ликвидации последствий землетрясения в Скопье.

## Современность
Дипломатические отношения между Республикой Македония и Россией были установлены 31 января 1994 года. Первый официальный визит президента Македонии произошёл в январе 1998 года, в мае 2002 года открылось Почётное консульство России в Республике Македонии. Во второй половине 1990-х годов между РФ и Северной Македонией существовала довольно заметная торговля. В 1995 году российский экспорт в Северную Македонию составлял 34,8 млн долларов, а северомакедонский экспорт в Россию — 106,4 млн долларов (для сравнения российский импорт из Югославии в этом году был только 8,4 млн долларов). Вполне возможно, что столь высокие показатели торговли с Республикой Македонией в 1995 году связаны с тем, что российские экспортеры через Северную Македонию вели торговлю с Югославией, которая в тот момент была под санкциями. К концу 1990-х годов показатели российско-северомакедонской торговли резко снизились. В 1997 году российский экспорт в Республику Македонию — 9,2 млн долларов, северомакедонский экспорт в РФ — 32,9 млн долларов (из Югославию в 1997 году российский импорт составил 159,6 млн долларов). В 2001—2010 годах показатели российско-северомакедонской торговли заметно увеличились: российский экспорт в Республику Македонию увеличился со 139,3 млн долларов до 552,5 млн долларов, а македонский экспорт в Россию с 13,9 млн долларов до 26,7 млн долларов.
По случаю 65-й годовщины победы в Великой Отечественной войне президент Македонии Георгий Иванов посетил Москву 9 мая 2010 года, где он встретился с президентом России Дмитрием Медведевым.
Российско-северомакедонские отношения первоначально были традиционно дружественны. Они базируются на межправительственных и межведомственных соглашениях, которых с 1991 по 2013 год было заключено между странами более шестидесяти. Связи между странами развиваются на различных уровнях: осуществляются контакты между внешнеполитическими и иными ведомствами, между парламентами. Развиваются культурные связи, в том числе в сфере науки и образования. Республика Македония, в отличие от некоторых других бывших югославских республик, не стала вводить санкции против России и не подвергалась российскому продовольственному эмбарго. В 2011—2014 годах российский экспорт в Северную Македонию резко сократился с 683,7 млн долларов до 140,0 млн долларов. За это же время северомакедонский экспорт в Россию немного вырос (с 39,6 млн долларов до 42,1 млн долларов), что возможно связано с тем, что северомакедонское продовольствие частично заменило на российском рынке запрещенное из-за эмбарго европейское продовольствие. Объём товарооборота в 2013 году между странами составил 203,2 млн долл. США. Подавляющую долю (почти 90 %) российского экспорта составляют топливно-сырьевые товары, в северомакедонском экспорте большую часть занимают лекарственные препараты, запчасти к автомобилям, вино и табак. На начало 2010-х годов Республика Македония являлась одним из крупных покупателей российских товаров, северомакедонские поставки в Россию незначительны. Вместе с тем доля России во внешней торговле Северной Македонии невелика — 1,5 % по состоянию на 2014 год
Двусторонние отношения резко ухудшились в конце 2010-х годов, во время процесса вступления Северной Македонии в НАТО. Бывший посол России Олег Щербак даже предупредил правительство Северной Македонии, что: «Если дело дойдёт до конфликта между Россией и НАТО, вам достанется роль законной мишени». Тогдашний министр обороны Северной Македонии Радмила Шекеринская обвинила российское правительство в попытке вмешательства в дела Северной Македонии. В 2017 году некоторые СМИ утверждали, что российские шпионы и дипломаты вместе со своими сторонниками из Сербии, были вовлечены в усилия по распространению пропаганды и провоцированию раздоров в Северной Македонии с целью помешать вступлению страны в НАТО и вырвать её из-под влияния Запада.
2 апреля 2018 года Северная Македония выслала российских дипломатов по делу об отравления Сергея и Юлии Скрипалей. 18 мая 2021 года Северная Македония объявила российского дипломата персоной нон грата, официальной причиной чего стало предварительное расследование поведения указанного дипломата и нарушение Венской конвенции. Несколько дней спустя министр иностранных дел Северной Македонии заявил, что это было сделано в знак солидарности с Болгарией и Чешской Республикой. Министерство иностранных дел России объявило этот акт «враждебным». Россия выслала македонского дипломата 10 июня 2021 года.
2 марта 2022 года Северная Македония одобрила резолюцию ES-11/1 Генеральной Ассамблеи Организации Объединенных Наций, в которой осуждалось вторжение России в Украину. Пять дней спустя Северная Македония была добавлена в список недружественных России стран за поддержку санкций ЕС против России. В конце марта Северная Македония выслала пятерых российских дипломатов, а вскоре после этого ещё шестерых. 5 июня 2022 года Северная Македония закрыла своё воздушное пространство для министра иностранных дел России Сергея Лаврова, который планировал встречу в соседней Сербии. Позже Северная Македония направила Украине летальную военную помощь, состоящую из боевых танков и военной авиации.
12 сентября 2023 года власти Северной Македонии без объяснения причин объявили персонами нон грата трёх дипломатов российского посольства в Скопье. Официальный представитель внешнеполитического ведомства Мария Захарова сказала по этому поводу, что «Безответственный и враждебный выпад властей Северной Македонии не останется без ответа».